# 浜松怪奇学校
浜松怪奇学校（はままつかいきがっこう）は、ザザシティ浜松の中央館地下一階にある、ウォークスルータイプと呼ばれる徒歩移動型のホラーアトラクション(お化け屋敷)。キャッチコピーは「お台場からやってきた新感覚お化け屋敷」。懐中電灯の明かりを頼りに、5人以下のグループで歩いて移動する。ホラープランナー幽霊ゾンビの監修で、オバケアクターを人間だと絶対に認めない。
2009年6月23日開校（オープン）。

## コンセプト
- 東京お台場にある台場怪奇学校の姉妹校として開校したが、怪奇学校というブランドの元で企画されており、怪奇学校はお化け屋敷とは違うという考えに基づいて作られている。、怪奇学校は遊園地の中には無く、プロデューサーの、平野幽霊氏は「10年後、怪奇学校が日本の様々な場所に存在するだろう」と予言している。

## 怪奇学校ブランド
来場者の事を生徒さん、スタッフを先生と互いに呼び合い、店長は校長先生、入場は入学、リタイヤは退学など学校である事を徹底している。これは一号校である台場怪奇学校ではそれほど徹底されておらず、怪奇学校ブランドがお化け屋敷のフランチャイズ展開だとするならば、浜松怪奇学校が実質の一号校と言える。

## プロデューサー（理事長・副理事長）
- 幽霊ゾンビ（平野幽霊、齊藤ゾンビ）が企画監修している。

## SAITO-REAL
- 以下の4つの要素で構成された新しいホラーアトラクションの事
- 暗闇：DARK　暗闇で想像力を増幅
- 使命：MISSION　目的を持つ事で主人公に
- 生音：LIVE SOUND　生音で一層のリアリティ
- 変化：FEED BACK　タイミングは常に変化